# كريستوفر وايز
كريستوفر وايز (بالإنجليزية: Christopher Wise)‏ هو صحفي أمريكي، ولد في 1961.